# 八五郎
八五郎（はちごろう）は、古典落語に登場する架空の人物。江戸落語を中心に活躍している。

## 性格
通称「八っつあん」「ガラッ八」。「一目上がり」では「八」まで省略され、「がら」と呼ばれてしまう。「がら」とは江戸弁で「悪意はないが、軽々しくあけすけに喋ること」を意味するが、そのあだ名どおり相当うるさい性格で、しかも粗忽者（おっちょこちょい）という人物（設定）である。人の話を半分しか聞かず、『つる』などで見られるように騒動を巻き起こすパターンも結構多い。
吉原通いを趣味の一つとしており、その悪影響で坊主になってしまったことも。『妾馬』では侍に出世している。
「能天熊にガラッ八」と並べられる割には、熊五郎との競演は少ないまた、熊五郎同様に上方落語にも登場することもあるが、数作の上方落語に登場している熊五郎と異なり、確認出来るのは『八五郎坊主』ぐらいである。

## 主な登場作品
- 『崇徳院』：恋煩いの旦那のために、崇徳院のお歌を手がかりに相手のお嬢さんを探しに行く。
- 『一目上がり』[1]:『がらっ八』という汚名を返上すべく、風流人になろうと努力する。
- 『浮世根問』[3]:喘息持ちの隠居が『知らない物はない』と威張るので挑戦しに行き、物凄い詭弁をもって陥落させる。
- 『掛取万歳』[4]:次々と来る借金取りと、個々の趣味を使って渡り合う。
- 『粗忽長屋』[3]:『船徳』と並び、数少ない『熊五郎』との競演噺。まめで粗忽者という妙な性格として表現される。
- 『だくだく』[3]:店賃の関係で引越をし、がらんどうな自宅を書割を使って豪勢に見せる。
- 『たらちね (落語)』[3]:お清さんという女性と結婚。女房の過剰に丁寧な口調に振り回される。
- 『天災』[3]:隠居の勧めで、紅羅坊名丸という心学の先生の下を訪れる。
- 『野ざらし』[3]:隣室に住む浪人が、美女の幽霊と語り明かしたと聞き、自分も幽霊と仲良くなるため浪人の真似をして釣りへ行く。
- 『妾馬』[3]:赤井御門守と競演し、殿様に対し崩れた口調で三太夫に心労をかける。
- 『薬缶』[3]:岩田の隠居の空威張りを破るため、質問の雨を浴びせかける。
- 『船徳』[3]:船頭の一人として登場。数少ない『熊五郎』との競演噺。